# Tudo em Cima
Tudo em Cima é uma minissérie brasileira produzida e exibida pela Rede Manchete e entre 11 de março e 12 de abril de 1985, em 25 capítulos. Escrita por Bráulio Pedroso e Geraldo Carneiro e dirigida por Ary Coslov.
Conta com Paulo Castelli, Renata Sorrah, Osmar Prado, Leonardo Villar, Lídia Vani, Selma Egrei, Edwin Luisi e Zezé Polessa nos papéis principais.

## Enredo
Wando é um legista do IML que começa a investigar o caso de explosão de um iate, onde estavam o magnata Bergara Landi e sua amante Myrian, descobrindo que se trata se uma falsa morte para que eles fugissem com o dinheiro sem que a esposa do tal soubesse. Procurado pelo misterioso Dr. Evandro Sena, Wando recebe uma maleta milionária para emitir um laudo falsificado atestado a morte e, a partir daí, começa sua escalada na alta sociedade e seu envolvimento com Lana, que nem imagina seu real caráter. No entanto Oswaldinho, colega de IML de Wando, nunca desistiu de investigar o caso.

## Elenco
| Ator            | Personagem        |
| --------------- | ----------------- |
| Paulo Castelli  | Wando Araújo      |
| Renata Sorrah   | Lana Krauss       |
| Osmar Prado     | Oswaldinho        |
| Leonardo Villar | Dr. Robert Krauss |
| Lídia Vani      | Amara Krauss      |
| Selma Egrei     | Julieta           |
| Edwin Luisi     | Chico             |
| Zezé Polessa    | Clara             |
| Sandra Barsotti | Laura             |
| Antônio Pitanga | Detetive Teimoso  |
| Djenane Machado | Marilu            |
| Paulo Villaça   | Dr. Ciro          |
| Eduardo Lago    | Gato              |
| Tetê Pritzl     | Arlete            |
| Breno Moroni    | Severo            |
| Ariel Coelho    | Peçanha           |
| Cláudia Magno   | Carmem            |
| Rogério Fabiano | Pingo             |
| Danton Jardim   | Maneco            |

### Participações especiais
| Ator                | Personagem       |
| ------------------- | ---------------- |
| Ítalo Rossi         | Dr. Evandro Sena |
| Jacqueline Laurence | Roberta Landi    |
| Milton Rodrigues    | Bergara Landi    |
| Tereza Mascarenhas  | Míriam Tereza    |

## Reprises
A minissérie foi reprisada em 3 ocasiões: entre 3 de novembro e 5 de dezembro de 1986, de segunda a sexta-feira às 14h15; Entre 23 de março e 24 de abril de 1987, às 19h30; e entre 24 de julho a 25 de agosto de 1989, às 13h.